# Collegio uninominale Lombardia - 15
Il collegio elettorale uninominale Lombardia - 15 è stato un collegio elettorale uninominale della Repubblica Italiana per l'elezione del Senato tra il 2017 ed il 2022.

## Territorio
Come previsto dalla legge elettorale italiana del 2017, il collegio era stato definito tramite decreto legislativo all'interno della circoscrizione Lombardia.
Era formato dal territorio di 123 comuni: Adro, Agnosine, Anfo, Angolo Terme, Artogne, Bagolino, Barghe, Berlingo, Berzo Demo, Berzo Inferiore, Bienno, Bione, Borno, Bovegno, Braone, Breno, Brione, Caino, Capo di Ponte, Capovalle, Capriolo, Castegnato, Castelcovati, Casto, Castrezzato, Cazzago San Martino, Cedegolo, Cerveno, Ceto, Cevo, Chiari, Cimbergo, Cividate Camuno, Coccaglio, Collio, Cologne, Comezzano-Cizzago, Concesio, Corte Franca, Corteno Golgi, Darfo Boario Terme, Edolo, Erbusco, Esine, Gardone Riviera, Gardone Val Trompia, Gargnano, Gianico, Gussago, Idro, Incudine, Irma, Iseo, Lavenone, Limone sul Garda, Lodrino, Lograto, Losine, Lozio, Lumezzane, Maclodio, Magasa, Malegno, Malonno, Marcheno, Marmentino, Marone, Monno, Monte Isola, Monticelli Brusati, Mura, Niardo, Odolo, Ome, Ono San Pietro, Ospitaletto, Ossimo, Paderno Franciacorta, Paisco Loveno, Palazzolo sull'Oglio, Paratico, Paspardo, Passirano, Pertica Alta, Pertica Bassa, Pezzaze, Pian Camuno, Piancogno, Pisogne, Polaveno, Ponte di Legno, Pontoglio, Preseglie, Provaglio d'Iseo, Provaglio Val Sabbia, Rodengo-Saiano, Roè Volciano, Rovato, Sabbio Chiese, Sale Marasino, Sarezzo, Saviore dell'Adamello, Sellero, Sonico, Sulzano, Tavernole sul Mella, Temù, Tignale, Torbole Casaglia, Toscolano Maderno, Travagliato, Tremosine sul Garda, Trenzano, Treviso Bresciano, Vallio Terme, Valvestino, Vestone, Vezza d'Oglio, Villa Carcina, Villanuova sul Clisi, Vione, Vobarno, Zone.
Il collegio era parte del collegio plurinominale Lombardia - 02.

## Eletti
| Elezione | Elezione | Senatore         | Partito |
| -------- | -------- | ---------------- | ------- |
|          | 2018     | Stefano Borghesi | Lega    |

## Dati elettorali

### XVIII legislatura
Come previsto dalla legge elettorale, 116 senatori erano eletti con sistema a maggioranza relativa in altrettanti collegi uninominali a turno unico.
| Candidati              | Candidati                  | Voti    | %     | Liste                    | Voti    | %     |
| ---------------------- | -------------------------- | ------- | ----- | ------------------------ | ------- | ----- |
|                        | Stefano Borghesi ✔️ Eletto | 160 864 | 56,21 | Lega                     | 107 919 | 37,71 |
| Forza Italia           | Stefano Borghesi ✔️ Eletto | 160 864 | 56,21 | 38 004                   | 13,28   |       |
| Fratelli d'Italia      | Stefano Borghesi ✔️ Eletto | 160 864 | 56,21 | 12 641                   | 4,42    |       |
| Noi con l'Italia - UDC | Stefano Borghesi ✔️ Eletto | 160 864 | 56,21 | 2 300                    | 0,80    |       |
|                        | Lorenzo Cinquepalmi        | 58 989  | 20,61 | Partito Democratico      | 52 302  | 18,28 |
| +Europa                | Lorenzo Cinquepalmi        | 58 989  | 20,61 | 4 917                    | 1,72    |       |
| Civica Popolare        | Lorenzo Cinquepalmi        | 58 989  | 20,61 | 923                      | 0,32    |       |
| Italia Europa Insieme  | Lorenzo Cinquepalmi        | 58 989  | 20,61 | 847                      | 0,30    |       |
|                        | Vito Crimi                 | 49 843  | 17,42 | Movimento 5 Stelle       | 49 843  | 17,42 |
|                        | Rosa Vitale                | 6 299   | 2,20  | Liberi e Uguali          | 6 299   | 2,20  |
|                        | Flavio Carretta            | 3 108   | 1,09  | CasaPound                | 3 108   | 1,09  |
|                        | Franco Valzelli            | 2 344   | 0,82  | Italia agli Italiani     | 2 344   | 0,82  |
|                        | Marina Staccioli           | 2 251   | 0,79  | Il Popolo della Famiglia | 2 251   | 0,79  |
|                        | Sergio Farris              | 2 173   | 0,76  | Potere al Popolo!        | 2 173   | 0,76  |
|                        | Elisabetta Pedratti        | 294     | 0,10  | PRI - ALA                | 294     | 0,10  |
| Totale                 | Totale                     | 286 165 | 100   |                          | 286 165 | 100   |
|                        |                            |         |       |                          |         |       |
| Voti non validi        | Voti non validi            | 9 251   | 3,13  |                          |         |       |
| Votanti                | Votanti                    | 295 416 | 80,29 |                          |         |       |
| Elettori               | Elettori                   | 367 935 |       |                          |         |       |